# Pablo Durán
Pablo Durán Fernández (Tomiño, Pontevedra, Galicia, 25 de mayo de 2001) es un futbolista español, que juega como delantero. Desde 2024, forma parte del primer equipo del R. C. Celta de Vigo de la Primera División de España.

## Trayectoria

### A. D. Tomiño (2008-2020)
Pablo Durán dio sus primeros pasos futbolísticos en la A. D. Tomiño. Permanecería en este club, recorriendo todas las categorías del fútbol base, hasta la temporada 2019-20 (que terminó de forma prematura por la pandemia de COVID-19) donde sus 21 goles en 21 partidos de la Liga Gallega Juvenil llamaron la atención de los equipos más destacados de la comarca. Este mismo año se formaría como entrenador y pasaría a ser también parte del cuerpo técnico de las categorías inferiores del equipo de su municipio.
El fin de su etapa en categoría juvenil y su intención de jugar en Preferente Gallega hacen que tenga que buscar equipo. Su destino era el C.P. Alertanavia pero una alineación indebida impidió que el equipo vigués ascendiese a dicha categoría. Se vio obligado entonces a buscar un nuevo destino. Tras ser rechazo por varios equipos de la categoría, su única opción parecía recalar en el Sporting Guardés, pero tras una llamada de David Merino, su último entrenador en el Tomiño, a Manu Losada, que por aquel entonces dirigía a Porriño industrial F. C., se le realiza una prueba de 15 días junto a otros jóvenes en el club de A Louriña, donde ya había estado en un campus en categoría infantil.

### Porriño Industrial F. C. (2020-2021)
Tras completar a la pretemporada 2020-21 con el Porriño Industrial F. C. y haberse ganado poco a poco su sitio, el club lo incorpora a las filas del primer equipo, en el que sería su primer año como sénior. Ese año, la adaptación del formato de la Liga Preferente Gallega por las circunstancias sanitarias hace que se disputen únicamente 10 jornadas en el subgrupo B de la zona Sur. Las dos primeras fechas partió desde el banquillo, en la tercera jornada se ganó la titularidad hasta final de temporada, donde se estrenó como goleador. En las últimas 8 jornadas anotó 9 tantos, destacando un doblete ante el Caselas F. C. y un triplete ante el C. D. Cultural Areas. Estas actuaciones le valieron para convertirse en el máximo goleador de todos los subgrupos de Preferente.

### S. D. Compostela (2021-2022)
Aunque en un principio fuese a probar con el filial, el 5 de julio de 2021 la S. D. Compostela lo anuncia como nuevo integrante del primer equipo para la temporada 2021-22, de la Segunda Federación, en un comunicado oficial. Donde a pesar de su juventud lo describen como un jugador con gran capacidad goleadora, movilidad y habilidad para desmarcarse al espacio, además de muy rápido y con adaptación a jugar en banda. Estas cualidades, sumadas a su gran campaña en Porriño, llamaron la atención de la entidad blanquiazul.
No tardaría en mostrar sus aptitudes con el conjunto compostelano, partiendo desde el banquillo anotaría un gol contra el Pontevedra C. F. en la primera jornada de la liga.
Un tanto a bote pronto tras saque de banda contra la U. D. Llanera, otro desde fuera del área contra la U. P. Langreo, uno llegando al segundo palo contra la Gimnástica Segoviana C. F. y otros dos frente al Arosa S. C. y al U. C. Ceares respectivamente, le permitieron ganar un total de 5 veces durante la temporada el premio a la Jugada Cinco Estrellas entregado por Mahou.
El rendimiento goleador y estas destacables actuaciones hicieron que fuese nombrado mejor jugador de la temporada 2021-22 de la S. D. Compostela, recibiendo el trofeo Jugador Cinco Estrellas de Mahou.

### R. C. Celta de Vigo Fortuna (2022-2024)
Tras este meteórico ascenso en sus primeras temporadas y su impacto inmediato en la Segunda RFEF la prensa española lo califica como una de las grandes perlas del fútbol gallego, asociándolo en el verano de 2022 al Villarreal C. F., al R. C. Deportivo y al R. C. Celta de Vigo. Sería este último club el que anunciase el 8 de agosto de 2022 su llegada para reforzar el ataque del filial hasta la temporada 2026-2027. Debutará con el R. C. Celta de Vigo Fortuna en Primera Federación en la segunda jornada contra la A. D. Alcorcón y llegaría su primera titularidad la jornada 12 contra el C. F. Rayo Mahadahonda.
El 2 de octubre de 2022 será convocado por primera vez para un partido de Primera División en la jornada 7, donde el Celta enfrentaba en Balaídos al Real Betis Balompié. Tendría que esperar 5 jornadas más hasta el 29 de octubre de ese mismo año para que llegase su estreno en la máxima categoría del fútbol español, donde sustituyó a Javi Galán en el minuto 86 en el encuentro que se enfrentaban a la U. D. Almería en el Estadio de los Juegos Mediterráneos. El encuentro concluyó con un 3-1 en contra. Su primera temporada en el grupo 1, la 2022-23 de Primera Federación se cerraría con únicamente 2 goles en 33 partidos.
Sin embargo, daría un gran salto futbolístico para la temporada 2023-24 consagrándose como titular en el R. C. Celta Fortuna y quedando como cuarto máximo goleador de la categoría con 13 goles, empatado con Lucas Pérez, (entre otros) y a tan solo un tanto del segundo puesto, que ocupó Alfon González.
A pesar de no haber disfrutado de minutos con el primer equipo ese año dejó actuaciones muy destacadas con el filial. Entre las que destacan un histórico gol que le dio al equipo la victoria (0-1) ante el R. C. Deportivo de La Coruña en Riazor y otro que daría el empate (2-2) en el minuto 93 ante el Málaga C. F. en la ida de los Play-Offs a Segunda División y permitía al conjunto celeste seguir soñando con el ascenso.

### R. C. Celta de Vigo (2024-act.)
Para la temporada 2024-25 había cumplido ya 23 años por lo que según el reglamento de la RFEF no tenía opción de poder alternar con el primer y el segundo equipo del R. C. Celta de Vigo. Su rendimiento llamó la atención de clubes como el F. C. Famalicão, de la Primeira Liga portuguesa, con el que llegó a un acuerdo para unirse al club en caso de que el Celta no contase con él.
Finalmente, Claudio Giráldez, entrenador del primer equipo, que ya lo conocía de haberlo entrenado en el filial decidió hacerlo jugador de primera división a todos los efectos el 18 de julio de 2024. Todo esto tan solo unos días después de haber anotado su primer gol con el R. C. Celta en un amistoso ante el S.L. Benfica que se disputó en el Municipal de Águeda (Portugal) y finalizó 2-2.
No tardó en demostrar su eficacia de cara a portería al volver a anotar esa misma semana otro tanto en el Municipal de A Lomba (Villagarcía de Arosa) en un amistoso ante el F. C. Vizela.
Sus actuaciones durante ese verano, anotando un tanto más contra el Luton Town F.C. para decidir el encuentro y otro contra el West Ham United F.C. donde fue el mejor del partido, le convirtieron en la revelación de la pretemporada.
Durante la primera parte de la temporada a pesar de haber sido uno de los habituales en Copa del Rey, con dos titularidades y dos goles ante la UD San Pedro y el Salamanca CF UDS, en liga ocuparía un rol más secudario con dos titularidades y participaciones residuales en otros cuatro encuentros.
Su verdadera explosión llegaría en diciembre, cuando por sorpresa recuperó la titularidad en el Ramón Sánchez Pizjuany, pese a la derrota, el peligro que generó en la primera parte con el 0-0 (incluyendo dos tiros al palo) le convirtió en el mejor del partido por parte del conjunto celeste. El fin de semana siguiente el Celta recibiría a la Real Sociedad de Fútbol en Vigo para cerrar el 2024 y Pablo se convertiría en el gran protagonista de la tarde al marcar los dos goles del encuentro y estrenarse por partida doble como goleador de primera división.Solo el VAR le separó de su primer hat-trick y fue elegido MVP del partido.Con este doblete, cerró el año con cuatro goles, igualando a Borja Iglesias y sólo superado por los cinco de Anastasios Douvikas y los seis de Iago Aspas.

## Clubes
Actualizado al último partido disputado el 22 de diciembre de 2024.
| Club | Temporada     | Edad          | Liga                 | Liga  | Liga  | Copa(1) | Copa(1) | Promoción de ascenso | Promoción de ascenso | Total | Total |
| Club | Temporada     | Edad          | División             | Part. | Goles | Part.   | Goles   | Part.                | Goles                | Part. | Goles |
| --- | ------------- | ------------- | -------------------- | ----- | ----- | ------- | ------- | -------------------- | -------------------- | ----- | ----- |
| A. D. Tomiño | 2018–19       | 17            | Liga Gallega Juvenil | 25    | 16    | —       | —       | —                    | —                    | 25    | 16    |
| A. D. Tomiño | 2019–20       | 18            | Liga Gallega Juvenil | 21    | 21    | —       | —       | —                    | —                    | 21    | 21    |
| A. D. Tomiño | Total club    | Total club    | Total club           | 46    | 37    | 0       | 0       | 0                    | 0                    | 46    | 37    |
| Porriño Industrial F. C. | 2020–21       | 19            | Preferente Galicia   | 10    | 9     | —       | —       | —                    | —                    | 10    | 9     |
| S. D. Compostela | 2021–22       | 20            | Segunda Federación   | 32    | 8     | 1       | 0       | —                    | —                    | 33    | 8     |
| R. C. Celta de Vigo Fortuna | 2022–23       | 21            | Primera Federación   | 27    | 2     | —       | —       | 2                    | 0                    | 29    | 2     |
| R. C. Celta de Vigo Fortuna | 2023–24       | 22            | Primera Federación   | 37    | 12    | —       | —       | 2                    | 1                    | 39    | 13    |
| R. C. Celta de Vigo Fortuna | Total club    | Total club    | Total club           | 64    | 14    | 0       | 0       | 4                    | 1                    | 68    | 15    |
| R. C. Celta de Vigo | 2022–23(2)    | 21            | Primera División     | 4     | 0     | 1       | 0       | —                    | —                    | 5     | 0     |
| R. C. Celta de Vigo | 2024–25       | 23            | Primera División     | 8     | 2     | 2       | 2       | —                    | —                    | 10    | 4     |
| R. C. Celta de Vigo | 2025–26       | 24            | Primera División     | 0     | 0     | 0       | 0       | 0                    | 0                    | 0     | 0     |
| R. C. Celta de Vigo | Total club    | Total club    | Total club           | 12    | 2     | 3       | 2       | 0                    | 0                    | 15    | 4     |
| Total carrera | Total carrera | Total carrera | Total carrera        | 164   | 70    | 4       | 2       | 4                    | 1                    | 172   | 73    |
| (1) Incluye datos de Copa del Rey (2022-23, 2024-25) y de la Copa Federación (2021-22)(2) Encuentros disputados con ficha del filial |               |               |                      |       |       |         |         |                      |                      |       |       |